# بومی‌های پاناما

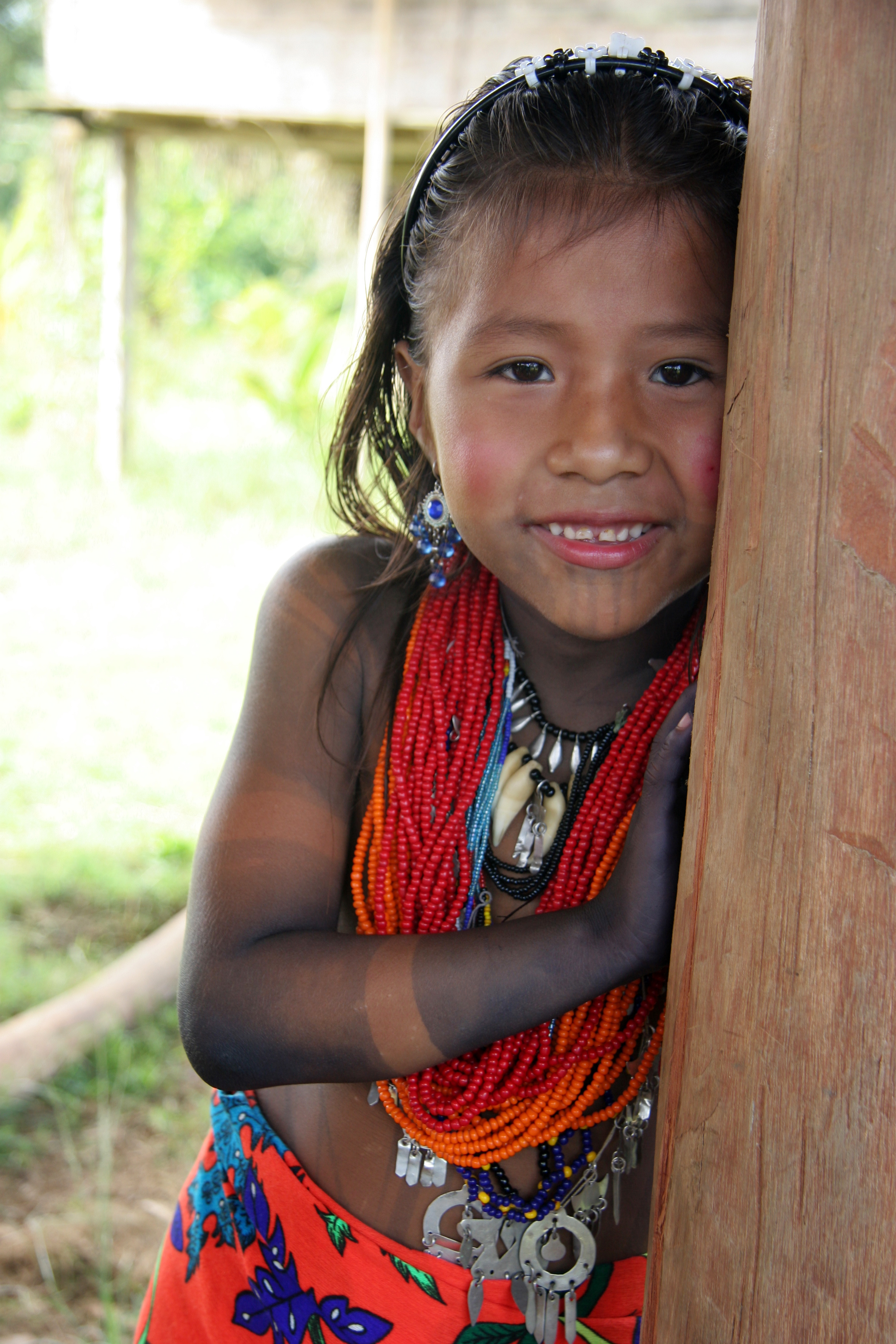
عکسی که در سال ۲۰۰۶ از یک دختر سرخپوست پانامایی گرفته شده است.

بومی‌های پاناما مردم اصیل و قدیمی کشور پاناما هستند که تبار اصلی آن‌ها سرخپوست است و از اقوامی هستند که پیش از ورود سفیدپوستان به قاره آمریکا در این دیار به‌سر می‌برده‌اند.در سال ۲۰۰۰ جمعیت سرخپوستان پاناما را ۲۸۵٬۲۳۱ نفر اعلام کردند.بومیان پاناما به زبان‌های بومی قاره آمریکا سخن می‌گویند.